# Olympische Jugend-Winterspiele 2020/Teilnehmer (Schweiz)
| Gelbes Symbol für Goldmedaillen mit stilisierten Olympischen Ringen | Graues Symbol für Silbermedaillen mit stilisierten Olympischen Ringen | Braundes Symbol für Bronzemedaillen mit stilisierten Olympischen Ringen |
| ------------------------------------------------------------------- | --------------------------------------------------------------------- | ----------------------------------------------------------------------- |
| 10                                                                  | 6                                                                     | 8                                                                       |

Die Schweiz nahm als Gastgeber an den Olympischen Jugend-Winterspielen 2020 in Lausanne mit 112 Athleten (56 Knaben und 56 Mädchen) in 15 Sportarten teil.

## Medaillen

### Medaillenspiegel
| Rang   | Sportart         | Gold | Silber | Bronze | Gesamt |
| ------ | ---------------- | ---- | ------ | ------ | ------ |
| 1      | Skibergsteigen   | 3    | 2      | —      | 5      |
| 2      | Ski Alpin        | 2    | 3      | 3      | 8      |
| 3      | Skilanglauf      | 2    | 1      | —      | 3      |
| 4      | Snowboard        | 2    | —      | 4      | 6      |
| 5      | Freestyle-Skiing | 1    | —      | —      | 1      |
| 6      | Skeleton         | —    | —      | 1      | 1      |
| Gesamt | Gesamt           | 10   | 6      | 8      | 24     |

### Medaillengewinner
| Name/n                                                    | Sportart         | Wettkampf                          |
| --------------------------------------------------------- | ---------------- | ---------------------------------- |
| Gold                                                      |                  |                                    |
| Amélie Klopfenstein                                       | Ski Alpin        | Super-G                            |
| Amélie Klopfenstein                                       | Ski Alpin        | Riesenslalom                       |
| Thomas Bussard                                            | Skibergsteigen   | Einzel                             |
| Caroline Ulrich                                           | Skibergsteigen   | Einzel                             |
| Caroline Ulrich Thomas Bussard Thibe Deseyn Robin Bussard | Skibergsteigen   | Mixed-Staffel                      |
| Siri Wigger                                               | Skilanglauf      | Langlauf-Cross                     |
| Siri Wigger                                               | Skilanglauf      | Sprint Freistil                    |
| Marie Krista                                              | Freestyle-Skiing | Skicross                           |
| Valerio Jud                                               | Snowboard        | Snowboardcross                     |
| Anouk Dörig Marie Krista Valerio Jud Robin Tissières      | Snowboard        | Ski-/Snowboardcross Teamwettbewerb |
| Nubya Aeschlimann 1                                       | Eishockey        | 3×3 Turnier Mädchen                |
| Silber                                                    |                  |                                    |
| Sandro Zurbrügg                                           | Ski Alpin        | Riesenslalom                       |
| Lena Volken                                               | Ski Alpin        | Slalom                             |
| Luc Roduit                                                | Ski Alpin        | Slalom                             |
| Robin Bussard                                             | Skibergsteigen   | Einzel                             |
| Thibe Deseyn                                              | Skibergsteigen   | Einzel                             |
| Siri Wigger                                               | Skilanglauf      | 5 km klassisch                     |
| Jan Hornecker 1                                           | Eishockey        | 3×3 Turnier Knaben                 |
| Angelina Hurschler 1                                      | Eishockey        | 3×3 Turnier Mädchen                |
| Bronze                                                    |                  |                                    |
| Luc Roduit                                                | Ski Alpin        | Super-G                            |
| Luc Roduit                                                | Ski Alpin        | Riesenslalom                       |
| Amélie Klopfenstein                                       | Ski Alpin        | Alpine Kombination                 |
| Bianca Gisler                                             | Snowboard        | Slopestyle                         |
| Berenice Wicki                                            | Snowboard        | Halfpipe                           |
| Anouk Dörig                                               | Snowboard        | Snowboardcross                     |
| Nick Pünter                                               | Snowboard        | Slopestyle                         |
| Livio Summermatter                                        | Skeleton         | Einzel                             |
| Valerie Christmann 1                                      | Eishockey        | 3×3 Turnier Mädchen                |

## Teilnehmer nach Sportarten

### Biathlon
| Athleten                                                  | Wettbewerbe          | Zeit        | Fehler      | Rang |
| --------------------------------------------------------- | -------------------- | ----------- | ----------- | ---- |
| Knaben                                                    |                      |             |             |      |
| Noé In-Albon                                              | 7,5 km Sprint        | 22:13,0 min | 4 (2+2)     | 42   |
| Noé In-Albon                                              | 12 km Einzel         | 41:25,0 min | 8 (1+2+3+2) | 65   |
| Yanis Keller                                              | 7,5 km Sprint        | 21:42,5 min | 4 (2+2)     | 32   |
| Yanis Keller                                              | 12 km Einzel         | 37:20,2 min | 5 (0+3+1+1) | 14   |
| Jan Roth                                                  | 7,5 km Sprint        | DSQ         | DSQ         | DSQ  |
| Jan Roth                                                  | 12 km Einzel         | 39:32,9 min | 4 (0+2+1+1) | 45   |
| Felix Ullmann                                             | 7,5 km Sprint        | 21:29,8 min | 1 (0+1)     | 28   |
| Felix Ullmann                                             | 12 km Einzel         | 42:28,9 min | 8 (3+1+3+1) | 72   |
| Mädchen                                                   |                      |             |             |      |
| Chiara Arnet                                              | 6 km Sprint          | 20:14,6 min | 1 (0+1)     | 25   |
| Chiara Arnet                                              | 10 km Einzel         | 37:01,1 min | 5 (1+0+1+3) | 23   |
| Lara Berwert                                              | 6 km Sprint          | 20:45,0 min | 2 (0+2)     | 40   |
| Lara Berwert                                              | 10 km Einzel         | 37:07,4 min | 5 (3+0+1+1) | 24   |
| Yara Burkhalter                                           | 6 km Sprint          | 19:34,2 min | 0 (0+0)     | 9    |
| Yara Burkhalter                                           | 10 km Einzel         | 41:56,1 min | 9 (2+2+2+3) | 71   |
| Marlène Perren                                            | 6 km Sprint          | 19:50,5 min | 1 (0+1)     | 13   |
| Marlène Perren                                            | 10 km Einzel         | 38:57,8 min | 7 (0+2+1+4) | 46   |
| Mixed                                                     |                      |             |             |      |
| Yara Burkhalter Yanis Keller                              | Single Mixed-Staffel | 42:43,7 min | 0+5 1+5     | 4    |
| Yara Burkhalter Marlene Perren Yanis Keller Felix Ullmann | Mixed-Staffel        | 1:17:43,1 h | 2+7 3+5     | 13   |

### Bob
| Athlet        | Wettbewerb | Lauf 1      | Lauf 1 | Lauf 2      | Lauf 2 | Gesamt      | Gesamt |
| Athlet        | Wettbewerb | Zeit        | Rang   | Zeit        | Rang   | Zeit        | Rang   |
| ------------- | ---------- | ----------- | ------ | ----------- | ------ | ----------- | ------ |
| Knaben        |            |             |        |             |        |             |        |
| Fabian Gisler | Monobob    | 1:14,30 min | 12     | 1:12,29 min | 4      | 2:26,59 min | 7      |
| Mädchen       |            |             |        |             |        |             |        |
| Emily Kilburn | Monobob    | 1:14,66 min | 6      | 1:14,14 min | 6      | 2:28,80 min | 6      |
| Sara Snyder   | Monobob    | 1:15,14 min | 10     | 1:14,94 min | 11     | 2:30,08 min | 11     |

### Curling
| Wettbewerb   | Mixed-Team                                                       | Mixed-Team                                                       | Mixed-Team                                                       | Mixed-Team                                                       |
| ------------ | ---------------------------------------------------------------- | ---------------------------------------------------------------- | ---------------------------------------------------------------- | ---------------------------------------------------------------- |
| Athleten     | Malin Da Ros                                                     | Xenia Schwaller                                                  | Jan Iseli (Skip)                                                 | Maximilian Winz                                                  |
| Vorrunde     | China 5:3 Ungarn 8:2 Deutschland 7:2 Dänemark 6:4 Brasilien 10:2 | China 5:3 Ungarn 8:2 Deutschland 7:2 Dänemark 6:4 Brasilien 10:2 | China 5:3 Ungarn 8:2 Deutschland 7:2 Dänemark 6:4 Brasilien 10:2 | China 5:3 Ungarn 8:2 Deutschland 7:2 Dänemark 6:4 Brasilien 10:2 |
| Viertelfinal | Russland 5:7                                                     | Russland 5:7                                                     | Russland 5:7                                                     | Russland 5:7                                                     |
| Halbfinal    | ausgeschieden                                                    | ausgeschieden                                                    | ausgeschieden                                                    | ausgeschieden                                                    |
| Final        | ausgeschieden                                                    | ausgeschieden                                                    | ausgeschieden                                                    | ausgeschieden                                                    |
| Platzierung  | 6                                                                | 6                                                                | 6                                                                | 6                                                                |

Im Mixed-Doppel, kam der Partner immer aus einem anderen Land, somit spielten nur gemischte Mannschaften in diesem Wettbewerb mit.
| Athleten                     | Wettbewerb   | 1. Runde                           | 1. Runde | 2. Runde                     | 2. Runde      | 3. Runde                    | 3. Runde      | 4. Runde      | 4. Runde      | Halbfinal     | Halbfinal     | Final/Platz 3 | Final/Platz 3 | Rang |
| Athleten                     | Wettbewerb   | Gegner                             | Erg      | Gegner                       | Erg           | Gegner                      | Erg           | Gegner        | Erg           | Gegner        | Erg           | Gegner        | Erg           | Rang |
| ---------------------------- | ------------ | ---------------------------------- | -------- | ---------------------------- | ------------- | --------------------------- | ------------- | ------------- | ------------- | ------------- | ------------- | ------------- | ------------- | ---- |
| Mixed                        |              |                                    |          |                              |               |                             |               |               |               |               |               |               |               |      |
| Ana Vázquez Jan Iseli        | Mixed Doppel | Liu Tong Selahattin Eser           | 7:12     | ausgeschieden                | ausgeschieden | ausgeschieden               | ausgeschieden | ausgeschieden | ausgeschieden | ausgeschieden | ausgeschieden | ausgeschieden | ausgeschieden | 25   |
| Malin Da Ros Ethan Hebert    | Mixed Doppel | Anna Lasmane William Becker        | 4:10     | ausgeschieden                | ausgeschieden | ausgeschieden               | ausgeschieden | ausgeschieden | ausgeschieden | ausgeschieden | ausgeschieden | ausgeschieden | ausgeschieden | 25   |
| Liza Gregori Maximilian Winz | Mixed Doppel | Kim Ji-yoon Jonathan Vilandt       | 7:3      | Kaitlin Murphy Jaedon Neuert | 8:6           | Pei Junhang Vít Chabičovský | 2:8           | ausgeschieden | ausgeschieden | ausgeschieden | ausgeschieden | ausgeschieden | ausgeschieden | 7    |
| Xenia Schwaller Lőrinc Tatár | Mixed Doppel | Katariina Klammer Mikhail Vlasenko | 4:6      | ausgeschieden                | ausgeschieden | ausgeschieden               | ausgeschieden | ausgeschieden | ausgeschieden | ausgeschieden | ausgeschieden | ausgeschieden | ausgeschieden | 25   |

### Eishockey

#### Nationenturnier
| Wettbewerb  | Knaben | Mädchen |
| ----------- | --- | --- |
| Athleten    | Alessio Beglieri Lian Bichsel Mattia Comolli Rodwin Dionicio Louis Füllemann Noah Greuter Jan Hornecker Pascal Kilchenmann Lenni Kozuh Robin Leibzig Andrin Locher Finn Naber Timour Namalgue Yannic Offner Mattheo Reinhard Thierry Schild Jonas Taibel Simone Terraneo Loris Uberti Lukas Wyser Valentino Zaetta | Nubya Aeschlimann Alizée Aymon Alessia Bächler Louana Bigler Annic Büchi Valérie Christmann Siria Dore Margaux Favre Elena Gaberell Nadia Häner Nina Harju Angelina Hurschler Chiara Kehl Renée Lendi Zoe Mächler Alina Marti Leni Michellod Jana Peter Lisa Poletti Vanessa Schmid Sandra Schmidt Jade Surdez |
| Vorrunde    | Vereinigte Staaten 2:8 Finnland 1:2 | Tschechien 1:0 Japan 1:5 |
| Halbfinal   | ausgeschieden | Schweden 0:2 |
| Final       | ausgeschieden | Slowakei 1:2 |
| Platzierung | 5 | 4 |

#### 3×3 Turnier
Im 3×3 Eishockey spielten die Athleten in gemischten Mannschaften.
| Mannschaft     | Athleten | Vorrunde       | Vorrunde  | Halbfinal     | Halbfinal     | Final/Spiel um Bronze         | Final/Spiel um Bronze | Rang   |
| Mannschaft     | Athleten | Gegner         | Ergebnis  | Gegner        | Ergebnis      | Gegner                        | Ergebnis              | Rang   |
| -------------- | --- | -------------- | --------- | ------------- | ------------- | ----------------------------- | --------------------- | ------ |
| Knaben         | |                |           |               |               |                               |                       |        |
| _ Team Blau    | Chen Chih-yuan Jakub Trzebunia Caleb Chapman Ziya Efe Güçlü Hong Seung-woo Daniel Assavolyuk Joris Valčiukas Riley Langille Cater Hamill Konrad Kudeviita Simone Terraneo Oliver Thestrup Hansen Issa Otsuka          | _ Team Grau    | 8:9       | ausgeschieden | ausgeschieden | ausgeschieden                 | ausgeschieden         | 8      |
| _ Team Blau    | Chen Chih-yuan Jakub Trzebunia Caleb Chapman Ziya Efe Güçlü Hong Seung-woo Daniel Assavolyuk Joris Valčiukas Riley Langille Cater Hamill Konrad Kudeviita Simone Terraneo Oliver Thestrup Hansen Issa Otsuka          | _ Team Orange  | 1:12      | ausgeschieden | ausgeschieden | ausgeschieden                 | ausgeschieden         | 8      |
| _ Team Blau    | Chen Chih-yuan Jakub Trzebunia Caleb Chapman Ziya Efe Güçlü Hong Seung-woo Daniel Assavolyuk Joris Valčiukas Riley Langille Cater Hamill Konrad Kudeviita Simone Terraneo Oliver Thestrup Hansen Issa Otsuka          | _ Team Schwarz | 8:14      | ausgeschieden | ausgeschieden | ausgeschieden                 | ausgeschieden         | 8      |
| _ Team Blau    | Chen Chih-yuan Jakub Trzebunia Caleb Chapman Ziya Efe Güçlü Hong Seung-woo Daniel Assavolyuk Joris Valčiukas Riley Langille Cater Hamill Konrad Kudeviita Simone Terraneo Oliver Thestrup Hansen Issa Otsuka          | _ Team Grün    | 6:11      | ausgeschieden | ausgeschieden | ausgeschieden                 | ausgeschieden         | 8      |
| _ Team Blau    | Chen Chih-yuan Jakub Trzebunia Caleb Chapman Ziya Efe Güçlü Hong Seung-woo Daniel Assavolyuk Joris Valčiukas Riley Langille Cater Hamill Konrad Kudeviita Simone Terraneo Oliver Thestrup Hansen Issa Otsuka          | _ Team Gelb    | 8:13      | ausgeschieden | ausgeschieden | ausgeschieden                 | ausgeschieden         | 8      |
| _ Team Blau    | Chen Chih-yuan Jakub Trzebunia Caleb Chapman Ziya Efe Güçlü Hong Seung-woo Daniel Assavolyuk Joris Valčiukas Riley Langille Cater Hamill Konrad Kudeviita Simone Terraneo Oliver Thestrup Hansen Issa Otsuka          | _ Team Braun   | 2:14      | ausgeschieden | ausgeschieden | ausgeschieden                 | ausgeschieden         | 8      |
| _ Team Blau    | Chen Chih-yuan Jakub Trzebunia Caleb Chapman Ziya Efe Güçlü Hong Seung-woo Daniel Assavolyuk Joris Valčiukas Riley Langille Cater Hamill Konrad Kudeviita Simone Terraneo Oliver Thestrup Hansen Issa Otsuka          | _ Team Rot     | 11:18     | ausgeschieden | ausgeschieden | ausgeschieden                 | ausgeschieden         | 8      |
| _ Team Gelb    | Tibo Van Reeth Csongor Antal Yassin Soubra Tommaso Madaschi David Guilabert Ryan Kolgen Miha Beričič Andrej Muraschko Oskar Bakkevig Šimon Slavíček Daniel Valencia Loris Uberti Lukas Heuberger                      | _ Team Grün    | 5:10      | ausgeschieden | ausgeschieden | ausgeschieden                 | ausgeschieden         | 7      |
| _ Team Gelb    | Tibo Van Reeth Csongor Antal Yassin Soubra Tommaso Madaschi David Guilabert Ryan Kolgen Miha Beričič Andrej Muraschko Oskar Bakkevig Šimon Slavíček Daniel Valencia Loris Uberti Lukas Heuberger                      | _ Team Grau    | 8:11      | ausgeschieden | ausgeschieden | ausgeschieden                 | ausgeschieden         | 7      |
| _ Team Gelb    | Tibo Van Reeth Csongor Antal Yassin Soubra Tommaso Madaschi David Guilabert Ryan Kolgen Miha Beričič Andrej Muraschko Oskar Bakkevig Šimon Slavíček Daniel Valencia Loris Uberti Lukas Heuberger                      | _ Team Orange  | 9:4       | ausgeschieden | ausgeschieden | ausgeschieden                 | ausgeschieden         | 7      |
| _ Team Gelb    | Tibo Van Reeth Csongor Antal Yassin Soubra Tommaso Madaschi David Guilabert Ryan Kolgen Miha Beričič Andrej Muraschko Oskar Bakkevig Šimon Slavíček Daniel Valencia Loris Uberti Lukas Heuberger                      | _ Team Schwarz | 7:19      | ausgeschieden | ausgeschieden | ausgeschieden                 | ausgeschieden         | 7      |
| _ Team Gelb    | Tibo Van Reeth Csongor Antal Yassin Soubra Tommaso Madaschi David Guilabert Ryan Kolgen Miha Beričič Andrej Muraschko Oskar Bakkevig Šimon Slavíček Daniel Valencia Loris Uberti Lukas Heuberger                      | _ Team Blau    | 13:8      | ausgeschieden | ausgeschieden | ausgeschieden                 | ausgeschieden         | 7      |
| _ Team Gelb    | Tibo Van Reeth Csongor Antal Yassin Soubra Tommaso Madaschi David Guilabert Ryan Kolgen Miha Beričič Andrej Muraschko Oskar Bakkevig Šimon Slavíček Daniel Valencia Loris Uberti Lukas Heuberger                      | _ Team Rot     | 13:15     | ausgeschieden | ausgeschieden | ausgeschieden                 | ausgeschieden         | 7      |
| _ Team Gelb    | Tibo Van Reeth Csongor Antal Yassin Soubra Tommaso Madaschi David Guilabert Ryan Kolgen Miha Beričič Andrej Muraschko Oskar Bakkevig Šimon Slavíček Daniel Valencia Loris Uberti Lukas Heuberger                      | _ Team Braun   | 6:8       | ausgeschieden | ausgeschieden | ausgeschieden                 | ausgeschieden         | 7      |
| _ Team Orange  | Matthew Hamnett Jakub Michalski Diego Rodríguez Tomoyoshi Yuki Nicolò Remolato Jack Lewis Kim Sang-yeob Jonas Dobnig Roman Kechter Márk Weidemann Leni Michellod Iwan Nowoschilow Jan Schostak                        | _ Team Rot     | 8:6       | ausgeschieden | ausgeschieden | ausgeschieden                 | ausgeschieden         | 6      |
| _ Team Orange  | Matthew Hamnett Jakub Michalski Diego Rodríguez Tomoyoshi Yuki Nicolò Remolato Jack Lewis Kim Sang-yeob Jonas Dobnig Roman Kechter Márk Weidemann Leni Michellod Iwan Nowoschilow Jan Schostak                        | _ Team Blau    | 12:1      | ausgeschieden | ausgeschieden | ausgeschieden                 | ausgeschieden         | 6      |
| _ Team Orange  | Matthew Hamnett Jakub Michalski Diego Rodríguez Tomoyoshi Yuki Nicolò Remolato Jack Lewis Kim Sang-yeob Jonas Dobnig Roman Kechter Márk Weidemann Leni Michellod Iwan Nowoschilow Jan Schostak                        | _ Team Gelb    | 4:9       | ausgeschieden | ausgeschieden | ausgeschieden                 | ausgeschieden         | 6      |
| _ Team Orange  | Matthew Hamnett Jakub Michalski Diego Rodríguez Tomoyoshi Yuki Nicolò Remolato Jack Lewis Kim Sang-yeob Jonas Dobnig Roman Kechter Márk Weidemann Leni Michellod Iwan Nowoschilow Jan Schostak                        | _ Team Braun   | 10:14     | ausgeschieden | ausgeschieden | ausgeschieden                 | ausgeschieden         | 6      |
| _ Team Orange  | Matthew Hamnett Jakub Michalski Diego Rodríguez Tomoyoshi Yuki Nicolò Remolato Jack Lewis Kim Sang-yeob Jonas Dobnig Roman Kechter Márk Weidemann Leni Michellod Iwan Nowoschilow Jan Schostak                        | _ Team Schwarz | 14:8      | ausgeschieden | ausgeschieden | ausgeschieden                 | ausgeschieden         | 6      |
| _ Team Orange  | Matthew Hamnett Jakub Michalski Diego Rodríguez Tomoyoshi Yuki Nicolò Remolato Jack Lewis Kim Sang-yeob Jonas Dobnig Roman Kechter Márk Weidemann Leni Michellod Iwan Nowoschilow Jan Schostak                        | _ Team Grün    | 6:8       | ausgeschieden | ausgeschieden | ausgeschieden                 | ausgeschieden         | 6      |
| _ Team Orange  | Matthew Hamnett Jakub Michalski Diego Rodríguez Tomoyoshi Yuki Nicolò Remolato Jack Lewis Kim Sang-yeob Jonas Dobnig Roman Kechter Márk Weidemann Leni Michellod Iwan Nowoschilow Jan Schostak                        | _ Team Grau    | 2:5       | ausgeschieden | ausgeschieden | ausgeschieden                 | ausgeschieden         | 6      |
| _ Team Rot     | Juho Lukkari Denys Pasko Lin Wei-yu Aleks Menc Matija Dinić Peter Repčík Mackenzie Stewart Dylan Wesseling Tjaš Lesničar Sander Salvær Jan Hornecker Matthias Bittner Maël Halladj                                    | _ Team Orange  | 6:8       | _ Team Braun  | 9:7           | _ Team Grün                   | 4:10                  | Silber |
| _ Team Rot     | Juho Lukkari Denys Pasko Lin Wei-yu Aleks Menc Matija Dinić Peter Repčík Mackenzie Stewart Dylan Wesseling Tjaš Lesničar Sander Salvær Jan Hornecker Matthias Bittner Maël Halladj                                    | _ Team Schwarz | 12:9      | _ Team Braun  | 9:7           | _ Team Grün                   | 4:10                  | Silber |
| _ Team Rot     | Juho Lukkari Denys Pasko Lin Wei-yu Aleks Menc Matija Dinić Peter Repčík Mackenzie Stewart Dylan Wesseling Tjaš Lesničar Sander Salvær Jan Hornecker Matthias Bittner Maël Halladj                                    | _ Team Grün    | 8:9 n. V. | _ Team Braun  | 9:7           | _ Team Grün                   | 4:10                  | Silber |
| _ Team Rot     | Juho Lukkari Denys Pasko Lin Wei-yu Aleks Menc Matija Dinić Peter Repčík Mackenzie Stewart Dylan Wesseling Tjaš Lesničar Sander Salvær Jan Hornecker Matthias Bittner Maël Halladj                                    | _ Team Grau    | 9:13      | _ Team Braun  | 9:7           | _ Team Grün                   | 4:10                  | Silber |
| _ Team Rot     | Juho Lukkari Denys Pasko Lin Wei-yu Aleks Menc Matija Dinić Peter Repčík Mackenzie Stewart Dylan Wesseling Tjaš Lesničar Sander Salvær Jan Hornecker Matthias Bittner Maël Halladj                                    | _ Team Braun   | 11:5      | _ Team Braun  | 9:7           | _ Team Grün                   | 4:10                  | Silber |
| _ Team Rot     | Juho Lukkari Denys Pasko Lin Wei-yu Aleks Menc Matija Dinić Peter Repčík Mackenzie Stewart Dylan Wesseling Tjaš Lesničar Sander Salvær Jan Hornecker Matthias Bittner Maël Halladj                                    | _ Team Gelb    | 15:13     | _ Team Braun  | 9:7           | _ Team Grün                   | 4:10                  | Silber |
| _ Team Rot     | Juho Lukkari Denys Pasko Lin Wei-yu Aleks Menc Matija Dinić Peter Repčík Mackenzie Stewart Dylan Wesseling Tjaš Lesničar Sander Salvær Jan Hornecker Matthias Bittner Maël Halladj                                    | _ Team Blau    | 18:11     | _ Team Braun  | 9:7           | _ Team Grün                   | 4:10                  | Silber |
| Mädchen        | |                |           |               |               |                               |                       |        |
| _ Team Blau    | Sidre Özer Valerie Christmann Anna Kot Marija Runewska Mirren Foy Zuzana Dobiašová Jana Krascheninina Maya Stöber Regina Metzler Karolina Hengelmüller Nikki Sharp Yuna Kusama Aya Juhl Petersen                      | _ Team Grau    | 8:9       | _ Team Gelb   | 5:7           | Spiel um Bronze: _ Team Braun | 6:4                   | Bronze |
| _ Team Blau    | Sidre Özer Valerie Christmann Anna Kot Marija Runewska Mirren Foy Zuzana Dobiašová Jana Krascheninina Maya Stöber Regina Metzler Karolina Hengelmüller Nikki Sharp Yuna Kusama Aya Juhl Petersen                      | _ Team Orange  | 1:12      | _ Team Gelb   | 5:7           | Spiel um Bronze: _ Team Braun | 6:4                   | Bronze |
| _ Team Blau    | Sidre Özer Valerie Christmann Anna Kot Marija Runewska Mirren Foy Zuzana Dobiašová Jana Krascheninina Maya Stöber Regina Metzler Karolina Hengelmüller Nikki Sharp Yuna Kusama Aya Juhl Petersen                      | _ Team Schwarz | 8:14      | _ Team Gelb   | 5:7           | Spiel um Bronze: _ Team Braun | 6:4                   | Bronze |
| _ Team Blau    | Sidre Özer Valerie Christmann Anna Kot Marija Runewska Mirren Foy Zuzana Dobiašová Jana Krascheninina Maya Stöber Regina Metzler Karolina Hengelmüller Nikki Sharp Yuna Kusama Aya Juhl Petersen                      | _ Team Grün    | 6:11      | _ Team Gelb   | 5:7           | Spiel um Bronze: _ Team Braun | 6:4                   | Bronze |
| _ Team Blau    | Sidre Özer Valerie Christmann Anna Kot Marija Runewska Mirren Foy Zuzana Dobiašová Jana Krascheninina Maya Stöber Regina Metzler Karolina Hengelmüller Nikki Sharp Yuna Kusama Aya Juhl Petersen                      | _ Team Gelb    | 8:13      | _ Team Gelb   | 5:7           | Spiel um Bronze: _ Team Braun | 6:4                   | Bronze |
| _ Team Blau    | Sidre Özer Valerie Christmann Anna Kot Marija Runewska Mirren Foy Zuzana Dobiašová Jana Krascheninina Maya Stöber Regina Metzler Karolina Hengelmüller Nikki Sharp Yuna Kusama Aya Juhl Petersen                      | _ Team Braun   | 2:14      | _ Team Gelb   | 5:7           | Spiel um Bronze: _ Team Braun | 6:4                   | Bronze |
| _ Team Blau    | Sidre Özer Valerie Christmann Anna Kot Marija Runewska Mirren Foy Zuzana Dobiašová Jana Krascheninina Maya Stöber Regina Metzler Karolina Hengelmüller Nikki Sharp Yuna Kusama Aya Juhl Petersen                      | _ Team Rot     | 11:18     | _ Team Gelb   | 5:7           | Spiel um Bronze: _ Team Braun | 6:4                   | Bronze |
| _ Team Gelb    | Anke Steeno Eva Aizpurua Ludmilla Bourcet Elisa Innocenti Katya Blong Iris van Houten Zuzana Trnková Luisa Wilson Shin Seo-yoon Leonie Böttcher Nora Pollestad Nubya Aeschlimann Magdalena Luggin                     | _ Team Grün    | 5:10      | _ Team Blau   | 7:5           | _ Team Schwarz                | 6:1                   | Gold   |
| _ Team Gelb    | Anke Steeno Eva Aizpurua Ludmilla Bourcet Elisa Innocenti Katya Blong Iris van Houten Zuzana Trnková Luisa Wilson Shin Seo-yoon Leonie Böttcher Nora Pollestad Nubya Aeschlimann Magdalena Luggin                     | _ Team Grau    | 8:11      | _ Team Blau   | 7:5           | _ Team Schwarz                | 6:1                   | Gold   |
| _ Team Gelb    | Anke Steeno Eva Aizpurua Ludmilla Bourcet Elisa Innocenti Katya Blong Iris van Houten Zuzana Trnková Luisa Wilson Shin Seo-yoon Leonie Böttcher Nora Pollestad Nubya Aeschlimann Magdalena Luggin                     | _ Team Orange  | 9:4       | _ Team Blau   | 7:5           | _ Team Schwarz                | 6:1                   | Gold   |
| _ Team Gelb    | Anke Steeno Eva Aizpurua Ludmilla Bourcet Elisa Innocenti Katya Blong Iris van Houten Zuzana Trnková Luisa Wilson Shin Seo-yoon Leonie Böttcher Nora Pollestad Nubya Aeschlimann Magdalena Luggin                     | _ Team Schwarz | 7:19      | _ Team Blau   | 7:5           | _ Team Schwarz                | 6:1                   | Gold   |
| _ Team Gelb    | Anke Steeno Eva Aizpurua Ludmilla Bourcet Elisa Innocenti Katya Blong Iris van Houten Zuzana Trnková Luisa Wilson Shin Seo-yoon Leonie Böttcher Nora Pollestad Nubya Aeschlimann Magdalena Luggin                     | _ Team Blau    | 13:8      | _ Team Blau   | 7:5           | _ Team Schwarz                | 6:1                   | Gold   |
| _ Team Gelb    | Anke Steeno Eva Aizpurua Ludmilla Bourcet Elisa Innocenti Katya Blong Iris van Houten Zuzana Trnková Luisa Wilson Shin Seo-yoon Leonie Böttcher Nora Pollestad Nubya Aeschlimann Magdalena Luggin                     | _ Team Rot     | 13:15     | _ Team Blau   | 7:5           | _ Team Schwarz                | 6:1                   | Gold   |
| _ Team Gelb    | Anke Steeno Eva Aizpurua Ludmilla Bourcet Elisa Innocenti Katya Blong Iris van Houten Zuzana Trnková Luisa Wilson Shin Seo-yoon Leonie Böttcher Nora Pollestad Nubya Aeschlimann Magdalena Luggin                     | _ Team Braun   | 6:8       | _ Team Blau   | 7:5           | _ Team Schwarz                | 6:1                   | Gold   |
| _ Team Grau    | Siria Dore Valentina Vrhoci Lina Meijer Emilia Munteanu Ilary Larese De Pasqua Zhang Shuqi Markéta Mazancová Jekaterina Dawletschina Ebony Brunt Lee Eun-ji Dorottya Gengeliczky Sofie van Dueren Jelizaveta Stadnika | _ Team Blau    | 9:8       | ausgeschieden | ausgeschieden | ausgeschieden                 | ausgeschieden         | 6      |
| _ Team Grau    | Siria Dore Valentina Vrhoci Lina Meijer Emilia Munteanu Ilary Larese De Pasqua Zhang Shuqi Markéta Mazancová Jekaterina Dawletschina Ebony Brunt Lee Eun-ji Dorottya Gengeliczky Sofie van Dueren Jelizaveta Stadnika | _ Team Gelb    | 11:8      | ausgeschieden | ausgeschieden | ausgeschieden                 | ausgeschieden         | 6      |
| _ Team Grau    | Siria Dore Valentina Vrhoci Lina Meijer Emilia Munteanu Ilary Larese De Pasqua Zhang Shuqi Markéta Mazancová Jekaterina Dawletschina Ebony Brunt Lee Eun-ji Dorottya Gengeliczky Sofie van Dueren Jelizaveta Stadnika | _ Team Braun   | 6:16      | ausgeschieden | ausgeschieden | ausgeschieden                 | ausgeschieden         | 6      |
| _ Team Grau    | Siria Dore Valentina Vrhoci Lina Meijer Emilia Munteanu Ilary Larese De Pasqua Zhang Shuqi Markéta Mazancová Jekaterina Dawletschina Ebony Brunt Lee Eun-ji Dorottya Gengeliczky Sofie van Dueren Jelizaveta Stadnika | _ Team Rot     | 13:9      | ausgeschieden | ausgeschieden | ausgeschieden                 | ausgeschieden         | 6      |
| _ Team Grau    | Siria Dore Valentina Vrhoci Lina Meijer Emilia Munteanu Ilary Larese De Pasqua Zhang Shuqi Markéta Mazancová Jekaterina Dawletschina Ebony Brunt Lee Eun-ji Dorottya Gengeliczky Sofie van Dueren Jelizaveta Stadnika | _ Team Grün    | 6:14      | ausgeschieden | ausgeschieden | ausgeschieden                 | ausgeschieden         | 6      |
| _ Team Grau    | Siria Dore Valentina Vrhoci Lina Meijer Emilia Munteanu Ilary Larese De Pasqua Zhang Shuqi Markéta Mazancová Jekaterina Dawletschina Ebony Brunt Lee Eun-ji Dorottya Gengeliczky Sofie van Dueren Jelizaveta Stadnika | _ Team Schwarz | 8:16      | ausgeschieden | ausgeschieden | ausgeschieden                 | ausgeschieden         | 6      |
| _ Team Grau    | Siria Dore Valentina Vrhoci Lina Meijer Emilia Munteanu Ilary Larese De Pasqua Zhang Shuqi Markéta Mazancová Jekaterina Dawletschina Ebony Brunt Lee Eun-ji Dorottya Gengeliczky Sofie van Dueren Jelizaveta Stadnika | _ Team Orange  | 5:2       | ausgeschieden | ausgeschieden | ausgeschieden                 | ausgeschieden         | 6      |
| _ Team Rot     | Sonia David Valeria Ansoleaga Kao Wei-ting Nie Xinrui Abby Rowbotham Zoé Mächler Mila Lutteral Barbora Kapičáková Alina Itschajewa Bea Storesund Andrea Trnková Felicity Luby Anita Origlio                           | _ Team Orange  | 6:8       | ausgeschieden | ausgeschieden | ausgeschieden                 | ausgeschieden         | 7      |
| _ Team Rot     | Sonia David Valeria Ansoleaga Kao Wei-ting Nie Xinrui Abby Rowbotham Zoé Mächler Mila Lutteral Barbora Kapičáková Alina Itschajewa Bea Storesund Andrea Trnková Felicity Luby Anita Origlio                           | _ Team Schwarz | 12:9      | ausgeschieden | ausgeschieden | ausgeschieden                 | ausgeschieden         | 7      |
| _ Team Rot     | Sonia David Valeria Ansoleaga Kao Wei-ting Nie Xinrui Abby Rowbotham Zoé Mächler Mila Lutteral Barbora Kapičáková Alina Itschajewa Bea Storesund Andrea Trnková Felicity Luby Anita Origlio                           | _ Team Grün    | 9:8 n. V. | ausgeschieden | ausgeschieden | ausgeschieden                 | ausgeschieden         | 7      |
| _ Team Rot     | Sonia David Valeria Ansoleaga Kao Wei-ting Nie Xinrui Abby Rowbotham Zoé Mächler Mila Lutteral Barbora Kapičáková Alina Itschajewa Bea Storesund Andrea Trnková Felicity Luby Anita Origlio                           | _ Team Grau    | 9:13      | ausgeschieden | ausgeschieden | ausgeschieden                 | ausgeschieden         | 7      |
| _ Team Rot     | Sonia David Valeria Ansoleaga Kao Wei-ting Nie Xinrui Abby Rowbotham Zoé Mächler Mila Lutteral Barbora Kapičáková Alina Itschajewa Bea Storesund Andrea Trnková Felicity Luby Anita Origlio                           | _ Team Braun   | 11:5      | ausgeschieden | ausgeschieden | ausgeschieden                 | ausgeschieden         | 7      |
| _ Team Rot     | Sonia David Valeria Ansoleaga Kao Wei-ting Nie Xinrui Abby Rowbotham Zoé Mächler Mila Lutteral Barbora Kapičáková Alina Itschajewa Bea Storesund Andrea Trnková Felicity Luby Anita Origlio                           | _ Team Gelb    | 15:13     | ausgeschieden | ausgeschieden | ausgeschieden                 | ausgeschieden         | 7      |
| _ Team Rot     | Sonia David Valeria Ansoleaga Kao Wei-ting Nie Xinrui Abby Rowbotham Zoé Mächler Mila Lutteral Barbora Kapičáková Alina Itschajewa Bea Storesund Andrea Trnková Felicity Luby Anita Origlio                           | _ Team Blau    | 18:11     | ausgeschieden | ausgeschieden | ausgeschieden                 | ausgeschieden         | 7      |
| _ Team Schwarz | Angelina Hurschler Courtney Mahoney Zhang Xinyue Chang En-ni Alicja Mota Nikola Janeková Amy Robery Darja Petrowa Kimberly Collard Luca Márton Reina Sato Emilia Kyrkkö Carlotta Regine                               | _ Team Braun   | 11:13     | _ Team Braun  | 11:7          | _ Team Gelb                   | 1:6                   | Silber |
| _ Team Schwarz | Angelina Hurschler Courtney Mahoney Zhang Xinyue Chang En-ni Alicja Mota Nikola Janeková Amy Robery Darja Petrowa Kimberly Collard Luca Márton Reina Sato Emilia Kyrkkö Carlotta Regine                               | _ Team Rot     | 9:12      | _ Team Braun  | 11:7          | _ Team Gelb                   | 1:6                   | Silber |
| _ Team Schwarz | Angelina Hurschler Courtney Mahoney Zhang Xinyue Chang En-ni Alicja Mota Nikola Janeková Amy Robery Darja Petrowa Kimberly Collard Luca Márton Reina Sato Emilia Kyrkkö Carlotta Regine                               | _ Team Blau    | 14:8      | _ Team Braun  | 11:7          | _ Team Gelb                   | 1:6                   | Silber |
| _ Team Schwarz | Angelina Hurschler Courtney Mahoney Zhang Xinyue Chang En-ni Alicja Mota Nikola Janeková Amy Robery Darja Petrowa Kimberly Collard Luca Márton Reina Sato Emilia Kyrkkö Carlotta Regine                               | _ Team Gelb    | 19:7      | _ Team Braun  | 11:7          | _ Team Gelb                   | 1:6                   | Silber |
| _ Team Schwarz | Angelina Hurschler Courtney Mahoney Zhang Xinyue Chang En-ni Alicja Mota Nikola Janeková Amy Robery Darja Petrowa Kimberly Collard Luca Márton Reina Sato Emilia Kyrkkö Carlotta Regine                               | _ Team Orange  | 8:14      | _ Team Braun  | 11:7          | _ Team Gelb                   | 1:6                   | Silber |
| _ Team Schwarz | Angelina Hurschler Courtney Mahoney Zhang Xinyue Chang En-ni Alicja Mota Nikola Janeková Amy Robery Darja Petrowa Kimberly Collard Luca Márton Reina Sato Emilia Kyrkkö Carlotta Regine                               | _ Team Grau    | 16:8      | _ Team Braun  | 11:7          | _ Team Gelb                   | 1:6                   | Silber |
| _ Team Schwarz | Angelina Hurschler Courtney Mahoney Zhang Xinyue Chang En-ni Alicja Mota Nikola Janeková Amy Robery Darja Petrowa Kimberly Collard Luca Márton Reina Sato Emilia Kyrkkö Carlotta Regine                               | _ Team Grün    | 6:4       | _ Team Braun  | 11:7          | _ Team Gelb                   | 1:6                   | Silber |

### Eiskunstlauf
| Athleten                      | Wettbewerbe | Kurzprogramm/-tanz | Kurzprogramm/-tanz | Kür/Kürtanz | Kür/Kürtanz | Gesamt | Gesamt |
| Athleten                      | Wettbewerbe | Punkte             | Rang               | Punkte      | Rang        | Punkte | Rang   |
| ----------------------------- | ----------- | ------------------ | ------------------ | ----------- | ----------- | ------ | ------ |
| Knaben                        |             |                    |                    |             |             |        |        |
| Noah Bodenstein               | Einzel      | 60,56              | 9                  | 116,36      | 7           | 176,92 | 7      |
| Mädchen                       |             |                    |                    |             |             |        |        |
| Anaïs Coraducci               | Einzel      | 48,03              | 13                 | 102,86      | 10          | 150,89 | 10     |
| Mixed                         |             |                    |                    |             |             |        |        |
| Gina Zehnder Beda-Leon Sieber | Eistanz     | 36,10              | 12                 | 60,85       | 12          | 96,95  | 12     |

| Athleten | Wettbewerb     | Knaben Einzel | Knaben Einzel | Mädchen Einzel | Mädchen Einzel | Paarlauf | Paarlauf | Eistanz | Eistanz  | Gesamt   | Gesamt |
| Athleten | Wettbewerb     | Punkte        | Teampkt.      | Punkte         | Teampkt.       | Punkte   | Teampkt. | Punkte  | Teampkt. | Teampkt. | Rang   |
| --- | -------------- | ------------- | ------------- | -------------- | -------------- | -------- | -------- | ------- | -------- | -------- | ------ |
| Mixed |                |               |               |                |                |          |          |         |          |          |        |
| Team Motivation Andrij Kokura Alessia Tornaghi Diana Muchametsjanowa / Ilja Mironow Gina Zehnder / Beda-Leon Sieber | Teamwettbewerb | 100,38        | 3             | 125,22         | 6              | 101,89   | 7        | 60,87   | 1        | 17       | 5      |

### Eisschnelllauf
| Knaben                                                              |            |             |    |
| Flavio Gross                                                        | 1500 m     | 2:04,45 min | 24 |
| Mixed                                                               |            |             |    |
| Team 8 Darja Gawrilowa Victoria Stirnemann Flavio Gross Sun Jiazhao | Teamsprint | 2:07,71 min | 8  |

| Athleten     | Wettbewerbe | Halbfinal | Halbfinal   | Halbfinal | Final  | Final       | Final | Rang |
| Athleten     | Wettbewerbe | Punkte    | Zeit        | Rang      | Punkte | Zeit        | Rang  | Rang |
| ------------ | ----------- | --------- | ----------- | --------- | ------ | ----------- | ----- | ---- |
| Knaben       |             |           |             |           |        |             |       |      |
| Flavio Gross | Massenstart | 30        | 6:32,54 min | 1         | 0      | 6:35,31 min | 15    | 15   |

### Freestyle-Skiing
| Athleten        | Wettbewerbe | Qualifikation | Qualifikation | Final         | Final         | Rang |
| Athleten        | Wettbewerbe | Punkte        | Rang          | Punkte        | Rang          | Rang |
| --------------- | ----------- | ------------- | ------------- | ------------- | ------------- | ---- |
| Knaben          |             |               |               |               |               |      |
| Nicola Bolinger | Big Air     | 72,50         | 13            | ausgeschieden | ausgeschieden | 13   |
| Nicola Bolinger | Halfpipe    | 50,33         | 11            | ausgeschieden | ausgeschieden | 11   |
| Nicola Bolinger | Slopestyle  | 31,66         | 23            | ausgeschieden | ausgeschieden | 23   |
| Fantin Ciompi   | Big Air     | 24,25         | 23            | ausgeschieden | ausgeschieden | 23   |
| Fantin Ciompi   | Halfpipe    | DNS           | DNS           | DNS           | DNS           | DNS  |
| Fantin Ciompi   | Slopestyle  | 66,66         | 10            | 80,66         | 6             | 6    |
| Nils Rhyner     | Big Air     | 54,00         | 19            | ausgeschieden | ausgeschieden | 19   |
| Nils Rhyner     | Slopestyle  | 76,00         | 6             | 83,33         | 5             | 5    |
| Mädchen         |             |               |               |               |               |      |
| Anouk Andraska  | Big Air     | 58,00         | 12            | DNS           | DNS           | DNS  |
| Anouk Andraska  | Slopestyle  | 15,00         | 16            | ausgeschieden | ausgeschieden | 16   |
| Michelle Rageth | Big Air     | 55,33         | 13            | ausgeschieden | ausgeschieden | 13   |
| Michelle Rageth | Halfpipe    | 64,00         | 6             | 59,66         | 7             | 7    |
| Elsa Sjöstedt   | Big Air     | DNS           | DNS           | DNS           | DNS           | DNS  |
| Elsa Sjöstedt   | Slopestyle  | DNS           | DNS           | DNS           | DNS           | DNS  |

| Athleten        | Wettbewerbe | Vorrunde | Halbfinal     | Final            | Rang |
| Athleten        | Wettbewerbe | Rang     | Rang          | Rang             | Rang |
| --------------- | ----------- | -------- | ------------- | ---------------- | ---- |
| Knaben          |             |          |               |                  |      |
| Thomas Kolly    | Skicross    | 4        | 3             | Kleiner Final: 4 | 8    |
| Robin Tissières | Skicross    | 4        | 4             | Kleiner Final: 3 | 7    |
| Mädchen         |             |          |               |                  |      |
| Marie Krista    | Skicross    | 2        | 1             | 1                | Gold |
| Aurélie Sainz   | Skicross    | 11       | ausgeschieden | ausgeschieden    | 21   |

### Nordische Kombination
| Athleten      | Wettbewerb           | Skispringen | Skispringen | Skispringen | Langlauf    | Langlauf | Rang |
| Athleten      | Wettbewerb           | Weite       | Punkte      | Rang        | Zeit        | Rang     | Rang |
| ------------- | -------------------- | ----------- | ----------- | ----------- | ----------- | -------- | ---- |
| Knaben        |                      |             |             |             |             |          |      |
| Nico Zarucchi | Normalschanze / 6 km | 70,0 m      | 77,6        | 25          | 18:51,8 min | 20       | 25   |

### Shorttrack
| Athlet           | Wettbewerb | Vorlauf      | Vorlauf | Viertelfinal  | Viertelfinal  | Halbfinal     | Halbfinal     | Final         | Final         | Rang |
| Athlet           | Wettbewerb | Zeit         | Rang    | Zeit          | Rang          | Zeit          | Rang          | Zeit          | Rang          | Rang |
| ---------------- | ---------- | ------------ | ------- | ------------- | ------------- | ------------- | ------------- | ------------- | ------------- | ---- |
| Knaben           |            |              |         |               |               |               |               |               |               |      |
| Thibault Métraux | 500 m      | 45,226 s     | 3       | ausgeschieden | ausgeschieden | ausgeschieden | ausgeschieden | ausgeschieden | ausgeschieden | 23   |
| Thibault Métraux | 1000 m     | 1:31,137 min | 4       | ausgeschieden | ausgeschieden | ausgeschieden | ausgeschieden | ausgeschieden | ausgeschieden | 25   |
| Mädchen          |            |              |         |               |               |               |               |               |               |      |
| Alexia Turunen   | 500 m      | 50,293 s     | 4       | ausgeschieden | ausgeschieden | ausgeschieden | ausgeschieden | ausgeschieden | ausgeschieden | 27   |
| Alexia Turunen   | 1000 m     | 1:48,936 min | 4       | ausgeschieden | ausgeschieden | ausgeschieden | ausgeschieden | ausgeschieden | ausgeschieden | 26   |

### Skeleton
| Athlet                | Lauf 1      | Lauf 1 | Lauf 2      | Lauf 2 | Gesamt      | Gesamt |
| Athlet                | Zeit        | Rang   | Zeit        | Rang   | Zeit        | Rang   |
| --------------------- | ----------- | ------ | ----------- | ------ | ----------- | ------ |
| Knaben                |             |        |             |        |             |        |
| Lars Rumo             | 1:11,01 min | 11     | 1:10,81 min | 10     | 2:21,82 min | 12     |
| Livio Summermatter    | 1:09,90 min | 3      | 1:09,63 min | 4      | 2:19,53 min | Bronze |
| Mädchen               |             |        |             |        |             |        |
| Emma-Sunshine Burkard | 1:12,87 min | 11     | 1:13,45 min | 14     | 2:26,32 min | 13     |
| Jill Gander           | 1:12,06 min | 5      | 1:11,64 min | 4      | 2:23,70 min | 4      |

### Ski Alpin
| Athleten            | Wettbewerbe  | 1. Lauf     | 1. Lauf | 2. Lauf     | 2. Lauf | Gesamt             | Gesamt |
| Athleten            | Wettbewerbe  | Zeit        | Rang    | Zeit        | Rang    | Zeit               | Rang   |
| ------------------- | ------------ | ----------- | ------- | ----------- | ------- | ------------------ | ------ |
| Knaben              |              |             |         |             |         |                    |        |
| Silvano Gini        | Riesenslalom | DSQ         | DSQ     | DSQ         | DSQ     | DSQ                | DSQ    |
| Silvano Gini        | Slalom       | DNF         | DNF     | DNF         | DNF     | DNF                | DNF    |
| Silvano Gini        | Super-G      | –           | –       | –           | –       | 55,49 s            | 14     |
| Silvano Gini        | Kombination  | 55,49 s     | 14      | 34,81 s     | 13      | 1:30,30 min        | 10     |
| Luc Roduit          | Riesenslalom | 1:04,68 min | 8       | 1:04,21 min | 3       | 2:08,89 min        | Bronze |
| Luc Roduit          | Slalom       | 37,24 s     | 4       | 40,18 s     | 4       | 1:17,42 min        | Silber |
| Luc Roduit          | Super-G      | –           | –       | –           | –       | 54,76 s            | Bronze |
| Luc Roduit          | Kombination  | 54,76 s     | 3       | 34,40 s     | 10      | 1:29,16 min        | 5      |
| Sandro Zurbrügg     | Riesenslalom | 1:04,64 min | 7       | 1:04,21 min | 3       | 2:08.892:08,85 min | Silber |
| Sandro Zurbrügg     | Slalom       | 38,40 s     | 13      | 41,43 s     | 17      | 1:19,83 min        | 14     |
| Sandro Zurbrügg     | Super-G      | –           | –       | –           | –       | 55,85 s            | 19     |
| Sandro Zurbrügg     | Kombination  | 55,85 s     | 19      | 35,27 s     | 16      | 1:31,12 min        | 14     |
| Mädchen             |              |             |         |             |         |                    |        |
| Delia Durrer        | Riesenslalom | 1:07,10 min | 17      | 1:05,18 min | 18      | 2:12,28 min        | 15     |
| Delia Durrer        | Slalom       | 48,34 s     | 21      | 47,02 s     | 19      | 1:35,36 min        | 19     |
| Delia Durrer        | Super-G      | –           | –       | –           | –       | 57,35 s            | 14     |
| Delia Durrer        | Kombination  | 57,35 s     | 14      | 38,25 s     | 9       | 1:35,60 min        | 10     |
| Amélie Klopfenstein | Riesenslalom | 1:05,61 min | 5       | 1:03,07 min | 2       | 2:08,68 min        | Gold   |
| Amélie Klopfenstein | Slalom       | 48,57 s     | 24      | DNF         | DNF     | DNF                | DNF    |
| Amélie Klopfenstein | Super-G      | –           | –       | –           | –       | 56,27 s            | Gold   |
| Amélie Klopfenstein | Kombination  | 56,27 s     | 1       | 38,58 s     | 12      | 1:34,85 min        | Bronze |
| Lena Volken         | Riesenslalom | 1:05,80 min | 7       | 1:03,61 min | 4       | 2:09,41 min        | 6      |
| Lena Volken         | Slalom       | 45,22 s     | 1       | 44,78 s     | 6       | 1:30,00 min        | Silber |
| Lena Volken         | Super-G      | –           | –       | –           | –       | DNF                | DNF    |
| Lena Volken         | Kombination  | DNF         | DNF     | DNF         | DNF     | DNF                | DNF    |

| Athleten                       | Wettbewerbe    | Achtelfinal | Achtelfinal | Viertelfinal | Viertelfinal | Halbfinal     | Halbfinal     | Final/Platz 3 | Final/Platz 3 | Rang |
| Athleten                       | Wettbewerbe    | Gegner      | Ergebnis    | Gegner       | Ergebnis     | Gegner        | Ergebnis      | Gegner        | Ergebnis      | Rang |
| ------------------------------ | -------------- | ----------- | ----------- | ------------ | ------------ | ------------- | ------------- | ------------- | ------------- | ---- |
| Mixed                          |                |             |             |              |              |               |               |               |               |      |
| Amélie Klopfenstein Luc Roduit | Teamwettbewerb | Russland    | 3:1         | Deutschland  | 2:2*         | ausgeschieden | ausgeschieden | ausgeschieden | ausgeschieden | 5    |

### Skibergsteigen
| Athleten                                                  | Wettbewerbe | Qualifikation | Qualifikation | Viertelfinal | Viertelfinal | Halbfinal   | Halbfinal | Final         | Final         | Rang   |
| Athleten                                                  | Wettbewerbe | Zeit          | Rang          | Zeit         | Rang         | Zeit        | Rang      | Zeit          | Rang          | Rang   |
| --------------------------------------------------------- | ----------- | ------------- | ------------- | ------------ | ------------ | ----------- | --------- | ------------- | ------------- | ------ |
| Knaben                                                    |             |               |               |              |              |             |           |               |               |        |
| Robin Bussard                                             | Einzel      | –             | –             | –            | –            | –           | –         | 49:16,54 min  | 2             | Silber |
| Robin Bussard                                             | Sprint      | 2:59,16 min   | 9             | 2:42,92 min  | 2            | 2:42,34 min | 4         | ausgeschieden | ausgeschieden | 7      |
| Thomas Bussard                                            | Einzel      | –             | –             | –            | –            | –           | –         | 47:49,85 min  | 1             | Gold   |
| Thomas Bussard                                            | Sprint      | 2:51,19 min   | 3             | 2:45,60 min  | 3            | 3:08,78 min | 6         | ausgeschieden | ausgeschieden | 11     |
| Mädchen                                                   |             |               |               |              |              |             |           |               |               |        |
| Thibe Deseyn                                              | Einzel      | –             | –             | –            | –            | –           | –         | 59:38,58 min  | 2             | Silber |
| Thibe Deseyn                                              | Sprint      | 4:01,42 min   | 17            | 3:31,21 min  | 2            | 3:25,99 min | 4         | ausgeschieden | ausgeschieden | 8      |
| Caroline Ulrich                                           | Einzel      | –             | –             | –            | –            | –           | –         | 58:34,48 min  | 1             | Gold   |
| Caroline Ulrich                                           | Sprint      | 3:39,47 min   | 5             | 3:17,99 min  | 1            | 3:20,03 min | 2         | 3:50,70 min   | 6             | 6      |
| Mixed                                                     |             |               |               |              |              |             |           |               |               |        |
| Caroline Ulrich Thomas Bussard Thibe Deseyn Robin Bussard | Staffel     | –             | –             | –            | –            | –           | –         | 35:07 min     | 1             | Gold   |

### Skilanglauf
| Athleten        | Wettbewerbe     | Qualifikation | Qualifikation | Viertelfinal  | Viertelfinal  | Halbfinal     | Halbfinal     | Final         | Final         | Rang   |
| Athleten        | Wettbewerbe     | Zeit          | Rang          | Zeit          | Rang          | Zeit          | Rang          | Zeit          | Rang          | Rang   |
| --------------- | --------------- | ------------- | ------------- | ------------- | ------------- | ------------- | ------------- | ------------- | ------------- | ------ |
| Knaben          |                 |               |               |               |               |               |               |               |               |        |
| David Knobel    | 10 km klassisch | –             | –             | –             | –             | –             | –             | 30:20,2 min   | 43            | 43     |
| David Knobel    | Sprint Freistil | 3:29,56 min   | 35            | ausgeschieden | ausgeschieden | ausgeschieden | ausgeschieden | ausgeschieden | ausgeschieden | 35     |
| David Knobel    | Langlauf-Cross  | 4:29,27 min   | 16            | –             | –             | 4:19,86 min   | 4             | ausgeschieden | ausgeschieden | 12     |
| Ramon Riebli    | 10 km klassisch | –             | –             | –             | –             | –             | –             | DNF           | DNF           | DNF    |
| Ramon Riebli    | Sprint Freistil | 3:17,24 min   | 7             | 3:24,46 min   | 3             | ausgeschieden | ausgeschieden | ausgeschieden | ausgeschieden | 13     |
| Ramon Riebli    | Langlauf-Cross  | 4:28,00 min   | 15            | –             | –             | 4:27,36 min   | 5             | ausgeschieden | ausgeschieden | 14     |
| Antonin Savary  | 10 km klassisch | –             | –             | –             | –             | –             | –             | 28:34,1 min   | 19            | 19     |
| Antonin Savary  | Sprint Freistil | 3:21,98 min   | 16            | 3:22,39 min   | 2             | 3:21,27 min   | 5             | ausgeschieden | ausgeschieden | 10     |
| Antonin Savary  | Langlauf-Cross  | 4:26,59 min   | 13            | –             | –             | 4:19,70 min   | 3             | 4:21,18 min   | 7             | 7      |
| Mädchen         |                 |               |               |               |               |               |               |               |               |        |
| Bianca Buholzer | 5 km klassisch  | –             | –             | –             | –             | –             | –             | 15:07,0 min   | 12            | 12     |
| Bianca Buholzer | Sprint Freistil | 3:01,02 min   | 34            | ausgeschieden | ausgeschieden | ausgeschieden | ausgeschieden | ausgeschieden | ausgeschieden | 34     |
| Bianca Buholzer | Langlauf-Cross  | 5:24,36 min   | 25            | –             | –             | 5:15,65 min   | 5             | ausgeschieden | ausgeschieden | 15     |
| Marina Kälin    | 5 km klassisch  | –             | –             | –             | –             | –             | –             | 15:13,9 min   | 14            | 14     |
| Marina Kälin    | Sprint Freistil | 2:55,89 min   | 24            | 2:49,93 min   | 4             | 2:52,15 min   | 6             | ausgeschieden | ausgeschieden | 12     |
| Marina Kälin    | Langlauf-Cross  | 5:21,27 min   | 20            | –             | –             | 5:05,23 min   | 4             | ausgeschieden | ausgeschieden | 12     |
| Siri Wigger     | 5 km klassisch  | –             | –             | –             | –             | –             | –             | 14:28,4 min   | 2             | Silber |
| Siri Wigger     | Sprint Freistil | 2:46,63 min   | 2             | 2:49,02 min   | 1             | 2:46,43 min   | 1             | 2:46,40 min   | 1             | Gold   |
| Siri Wigger     | Langlauf-Cross  | 4:43,91 min   | 1             | –             | –             | 4:53,69 min   | 1             | 4:39,95 min   | 1             | Gold   |

### Skispringen
| Athleten                                                     | Wettbewerb    | 1. Durchgang | 1. Durchgang | 1. Durchgang | 2. Durchgang | 2. Durchgang | 2. Durchgang | Gesamt | Gesamt |
| Athleten                                                     | Wettbewerb    | Weite        | Punkte       | Rang         | Weite        | Punkte       | Rang         | Punkte | Rang   |
| ------------------------------------------------------------ | ------------- | ------------ | ------------ | ------------ | ------------ | ------------ | ------------ | ------ | ------ |
| Knaben                                                       |               |              |              |              |              |              |              |        |        |
| Lean Niederberger                                            | Normalschanze | 73,5 m       | 107,9        | 11           | 84,0 m       | 106,6        | 14           | 214,5  | 12     |
| Yanick Wasser                                                | Normalschanze | 81,0 m       | 102,0        | 17           | 80,5 m       | 96,3         | 21           | 198,3  | 20     |
| Mädchen                                                      |               |              |              |              |              |              |              |        |        |
| Rea Kindlimann                                               | Normalschanze | 69,0 m       | 76,8         | 24           | 61,5 m       | 57,9         | 28           | 134,7  | 24     |
| Emely Torazza                                                | Normalschanze | 72,0 m       | 95,9         | 13           | 72,0 m       | 81,4         | 14           | 177,3  | 15     |
| Mixed                                                        |               |              |              |              |              |              |              |        |        |
| Emely Torazza Nico Zarucchi Rea Kindlimann Lean Niederberger | Teamspringen  | –            | 290,7        | 12           | –            | 270,4        | 12           | 561,1  | 12     |

### Snowboard
| Athleten           | Wettbewerbe | Qualifikation | Qualifikation | Final         | Final         | Rang   |
| Athleten           | Wettbewerbe | Punkte        | Rang          | Punkte        | Rang          | Rang   |
| ------------------ | ----------- | ------------- | ------------- | ------------- | ------------- | ------ |
| Knaben             |             |               |               |               |               |        |
| Alessandro Lotorto | Big Air     | 58,75         | 14            | ausgeschieden | ausgeschieden | 14     |
| Alessandro Lotorto | Slopestyle  | 40,66         | 14            | ausgeschieden | ausgeschieden | 14     |
| Nick Pünter        | Big Air     | 69,75         | 11            | 66,00         | 9             | 9      |
| Nick Pünter        | Slopestyle  | 79,66         | 5             | 66,33         | 3             | Bronze |
| Gian Biele         | Halfpipe    | 86,66         | 2             | 74,66         | 6             | 6      |
| Eliot Golay        | Halfpipe    | 66,00         | 9             | 65,00         | 8             | 8      |
| Mädchen            |             |               |               |               |               |        |
| Mona Danuser       | Big Air     | 10,66         | 22            | ausgeschieden | ausgeschieden | 22     |
| Mona Danuser       | Slopestyle  | DNS           | DNS           | DNS           | DNS           | DNS    |
| Bianca Gisler      | Big Air     | 50,66         | 9             | 134,75        | 4             | 4      |
| Bianca Gisler      | Slopestyle  | 51,75         | 4             | 78,25         | 3             | Bronze |
| Isabelle Lötscher  | Halfpipe    | 58,66         | 7             | 63,00         | 6             | 6      |
| Berenice Wicki     | Halfpipe    | 84,00         | 3             | 81,33         | 3             | Bronze |

| Athleten                                                                  | Wettbewerbe                        | Vorrunde | Viertelfinal | Halbfinal | Final            | Rang   |
| Athleten                                                                  | Wettbewerbe                        | Punkte   | Rang         | Rang      | Rang             | Rang   |
| ------------------------------------------------------------------------- | ---------------------------------- | -------- | ------------ | --------- | ---------------- | ------ |
| Knaben                                                                    |                                    |          |              |           |                  |        |
| Thomas Abegglen                                                           | Snowboardcross                     | 3        | –            | 4         | Kleiner Final: 1 | 5      |
| Valerio Jud                                                               | Snowboardcross                     | 1        | –            | 1         | 1                | Gold   |
| Mädchen                                                                   |                                    |          |              |           |                  |        |
| Anouk Dörig                                                               | Snowboardcross                     | 3        | –            | 2         | 3                | Bronze |
| Léonie Wiedmer                                                            | Snowboardcross                     | 4        | –            | 4         | Kleiner Final: 1 | 5      |
| Mixed                                                                     |                                    |          |              |           |                  |        |
| Anouk Dörig Marie Krista Valerio Jud Robin Tissières                      | Ski-/Snowboardcross Teamwettbewerb | –        | 1            | 1         | 1                | Gold   |
| Mixed Team 4 Federica Fantoni Alice Fortkord Thomas Abegglen Thomas Kolly | Ski-/Snowboardcross Teamwettbewerb | –        | 2            | 3         | Kleiner Final: 4 | 8      |